# Schnottwil
Schnottwil – miejscowość i gmina w Szwajcarii, w kantonie Solura, w jednostce administracyjnej (Amtei) Bucheggberg-Wasseramt, w okręgu Bucheggberg.

## Demografia
W Schnottwil mieszka 1 140 osób. W 2021 roku 5,2% populacji gminy stanowiły osoby urodzone poza Szwajcarią. 

## Transport
Przez teren gminy przebiega droga główna nr 252.